# Paraophiodina putanea
Paraophiodina putanea is een soort in de taxonomische indeling van de Myzozoa, een stam van microscopische parasitaire dieren. Het organisme komt uit het geslacht Paraophiodina en behoort tot de familie Ganymedidae. Paraophiodina putanea werd in 1859 ontdekt door Lachman.